# Norberto Bobbio
Norberto Bobbio (Torí, 18 d'octubre de 1909 - Torí, 9 de gener de 2004) fou un jurista, filòsof i politòleg italià i és un dels més eminents pensadors del segle xx.
Després de graduar-se a la universitat de la seva ciutat natal va ser professor de Filosofia del Dret a la Universitat de Camerino des de 1935 fins a 1938, a Siena des de 1938 fins a 1940, i a Pàdua des de 1940 fins a 1948. Finalment va tornar a exercir la docència a Torí on va ser professor emèrit de Filosofia Política i membre corresponent de l'Acadèmia Britànica. Va ser Doctor Honoris Causa per les Universitats de París, Buenos Aires, Complutense de Madrid, Bolonya i Chambéry.
Tant als seus ensenyaments com a les seves moltes obres, com Política i cultura (1955), De Hobbes a Marx (1965) i Quin socialisme? (1976), Bobbio ha analitzat els avantatges i desavantatges del liberalisme i del socialisme, i ha tractat de mostrar que qui defensen ambdues ideologies basen les seves activitats en el respecte a l'ordre constitucional i en el rebuig als mètodes antidemocràtics, incloent, com és obvi, l'anàlisi i la crítica a la corrupció que ha caracteritzat la vida política italiana de la segona meitat del segle XX i el terrorisme al que es va oposar amb energia durant les dècades dels anys 1960 i 1970.
Als anys cinquanta, Bobbio dedica diversos escrits a la defensa de la teoria pura del dret de Hans Kelsen contra les crítiques de iusnaturalistes i marxistes. En aquesta època, Bobbio concep l'ordenament jurídic des d'un punt de vista estructural inspirat en el positivisme jurídic de Kelsen. Bobbio és un dels principals exponents del socialisme liberal.